# Falcarragh to Meenlaragh SPA
Falcarragh to Meenlaragh SPA este o arie protejată (arie de protecție specială avifaunistică — SPA) din Irlanda întinsă pe o suprafață de 296,43 ha, integral pe uscat.

## Localizare
Centrul sitului Falcarragh to Meenlaragh SPA este situat la coordonatele 55°08′43″N 8°07′07″W / 55.14529°N 8.118733°V.

## Înființare
Situl Falcarragh to Meenlaragh SPA a fost declarat arie de protecție specială avifaunistică în iulie 2021 pentru a proteja 1 specie de animale.

## Biodiversitate
Situată în ecoregiunea atlantică, aria protejată nu include niciun habitat protejat.
La baza desemnării sitului se află o specie protejată de  păsări: cristeiul de câmp (Crex crex).